# Skenea
Skenea is een geslacht van weekdieren uit de klasse van de Gastropoda (slakken).

## Soorten
- Skenea areolata (G. O. Sars, 1878)
- Skenea basistriata (Jeffreys, 1877)
- Skenea californica (Bartsch, 1907)
- Skenea carmelensis Smith & Gordon, 1948
- Skenea catenoides (Monterosato, 1877)
- Skenea concordia (Bartsch, 1920)
- Skenea coronadoensis (Arnold, 1903)
- Skenea diaphana (A. E. Verrill, 1884)
- Skenea divae Carrozza & van Aartsen, 2001
- Skenea ferruginea Warén, 1991
- Skenea fuscomaculata (G. B. Sowerby III, 1892)
- Skenea giemellorum Romani, Bogi & Bartolini, 2015
- Skenea inclinans (Barnard, 1963)
- Skenea larseni Warén, 1993
- Skenea nilarum Engl, 1996
- Skenea olgae Segers, Swinnen & De Prins, 2009
- Skenea ossiansarsi Warén, 1991
- Skenea pelagia Nofroni & Valenti, 1987
- Skenea peterseni (Friele, 1877)
- Skenea polita Warén, 1993
- Skenea ponsonbyi (Dautzenberg & H. Fischer, 1897)
- Skenea profunda (Friele, 1879)
- Skenea proxima (Tryon, 1888)
- Skenea rugulosa (Sars G. O., 1878)
- Skenea serpuloides (Montagu, 1808)
- Skenea trochoides (Friele, 1876)
- Skenea turgida (Odhner, 1912)
- Skenea valvatoides (Jeffreys, 1883)
- Skenea victori Segers, Swinnen & De Prins, 2009